# Pretorijska straža
Pretorijska straža (latinsko Praetoriani) so bili posebej izbrani rimski legionarji, ki so bili osebna straža cesarja in pomembnih vojskovodij.
Sam izvor imajo v osebni straži konzulov. Vsak konzul je tako imel na voljo 12 liktorjev, ki so ga spremljali in izpolnjevali njegove ukaze. Liktorji so nosili fascio, povezan sveženj šib, v katerega je bila zataknjena sekira.  
Toda nekateri konzuli so postajali vse bolj ogroženi in tako so začeli povečevati število liktorjev. Kmalu so tudi te postali premalo in so jim dodelili ekstraordinarije. Toda leta 138 pr. n. št. je Scipij Emilijan ustanovil posebno stražo 500 legionarjev. Poimenovali so jih pretorijska straža, ker so bili v rimskem taboru nameščeni za pretorijem. Njegova zamisel se je dobro prijela, tako da je imel ob koncu Rimske republike vsak vojskovodja svojo pretorijsko kohorto (cohors praetoria).
Naslednji korak je naredil Gaj Avgust Oktavijan, ki je povečal število pretorijskih kohort na 9 (skupaj 4.500 legionarjev); od tega je sam poveljeval trem, ki so bile nastanjene v Rimu. Leta 2 n. št. je ustanovil še dva položaja pretorijskih prefektov (praefecti praetorio), ki sta poveljevala pretorijancem. V 2. stoletju so enega prefekta ukinili, drugi pa je poveljeval vsem desetim kohortam pretorijancev, ki so bile nameščene na rimskem Kvirinalu.
Cesar Vitelij je razpustil pretorijsko stražo in ustanovil tri osebne legije, ki so jih sestavljali Germani. Vespazijan je omenjene germanske legije razpustil in ponovno ustanovil 9 pretorijskih kohort. Njegov sin Domicijan je ustanovil še deseto kohorto. 
Pretorijanci so imeli privilegiran položaj. Prejemali so 3,5 krat večjo plačo kot navadni legionarji in tudi visoke donativume (po navadi v višini petletne plače). Izkazali so se tudi za usodne in nevarne, če niso dobili svoje plače. Tako so ubili cesarja Galba, ki jim ob prevzemu oblasti ni hotel izplačati obvezne nagrade.
Konstantin I. Veliki je pretorijance dokončno ukinil leta 312.